# КОРС
Обувная фабрика КОРС (также Новосибирская обувная фабрика, Кожевенно-обувной комбинат имени С. М. Кирова) — предприятие, основанное в 1934 году в Новосибирске. Производит мужскую, женскую, школьную и детскую обувь.

## История
В 1932 году началось строительство предприятия. В 1934 году фабрика была введена в эксплуатацию.
В 1934 году после смерти С. М. Кирова предприятию присвоили его имя.
Во время Великой Отечественной войны фабрика изготовила около 7 млн пар ботинок для моряков и сапог для солдат, также в этот период на предприятии выпускались лыжные крепления, корпуса мин и т. д.
В 1969 году обувная фабрика произвела свыше 6 млн пар обуви (187 моделей).
В 1972 году и 1984 годах были реконструированы заводы жёстких и хромовых кож, а в 1988 году на предприятии введены в эксплуатацию литьевые агрегаты, благодаря чему было дополнительно изготовлено 750 тысяч пар обуви.
В 1970—1980 годах фабрика поддерживала экономические связи с Индией, Китаем, Вьетнамом, Италией и Югославией.
В 1990-е годы на комбинате было проведено масштабное переоснащение кожевенного и обувного производств, внедрена вычислительная техника.

## Культура
В 1935 году на фабрике был основан ДК имени Кирова, в 1937 году — Музей трудовой и боевой славы.
Ещё в довоенный период начала издаваться газета «Кировский ударник», в 1956 — «Трибуна», с 1995 года фабрика начинает публиковать информационный бюллетень.

## Руководители
- А. М. Зиниковский (1932—1936)
- Н. А. Волковицкий (1936—1937)
- Х. М. Гиршенблюш (1937—1941)
- А. А. Клусс (1941—1945)
- В. С. Зельманов (1945—1947)
- Д. Д. Родыгин (1947—1957)
- В. Г. Чучкалов (1957—1968)
- В. И. Краморенко (1968—1972)
- А. А. Ковалёв (1972—1974)
- С. М. Зверев (1974—1985)
- В. П. Щербакова[1]